# Deësis

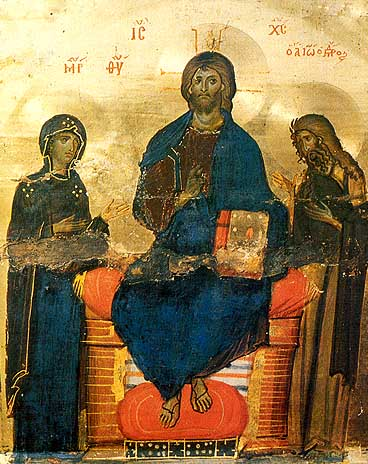
Deësis-ikon från 1100-talet.

Deësis (klassisk grekiska δέησις, ”bön”) är en framställning av Kristus, som tronar i majestät mellan Jungfru Maria och Johannes Döparen; motivet förekommer främst inom bysantinsk konst.